# Mola de s’Esclop
Die Mola de s’Esclop (deutsch Holzschuh) ist ein Berg auf der spanischen Baleareninsel Mallorca im Gemeindegebiet Andratx. Der Tafelberg gehört zur Gebirgskette der Serra de Tramuntana, mit 928 Metern über dem Meer ist er nach dem benachbarten 1027 m hohen Puig de Galatzó der zweithöchste Gipfel im südlichen Teil des Bergzuges. Das geräumige Gipfelplateau macht den s’Esclop zu einem der markantesten Berge Mallorcas. Von der Vermessungssäule auf dem Gipfel ergibt sich ein Rundumpanorama über den ganzen Südwesten der Insel.   

## Fauna
In der Region kann u. a. die Felsenschwalbe (Ptyonoprogne rupestris), die Alpenbraunelle (Prunella collaris) und mit etwas Glück auch der auf Mallorca seltene Zwergadler (Hieraaetus pennatus) gesichtet werden.

## Zugang
Der Berg kann auf mehreren Routen bestiegen werden. Bergsteigerische Erfahrung ist nicht erforderlich, doch sollte man trittsicher sein.
Der schnellste Zugang beginnt an der Nordseite der Mola de s’Esclop an der Ma-10 am Wanderparkplatz am Kilometerstein 97 zwischen Andratx und Estellencs. Von dort führt ein als GR 221 ausgeschilderter Weg über die Berghütte Refugi sa Coma d’en Vidal zum Coll de sa Font des Quer an den Fuß der Nordwand des felsigen Gipfelaufbaus und von dort entlang einer alten Grenzmauer zum Gipfelplateau hinauf. Für den Aufstieg sind gut 2½ Stunden einzuplanen.
Die Passhöhe Coll de sa Font des Quer kann auch aus südwestlicher Richtung ab dem Coll de sa Gremola und aus südlicher Richtung ab der Finca de Galatzó erreicht werden.

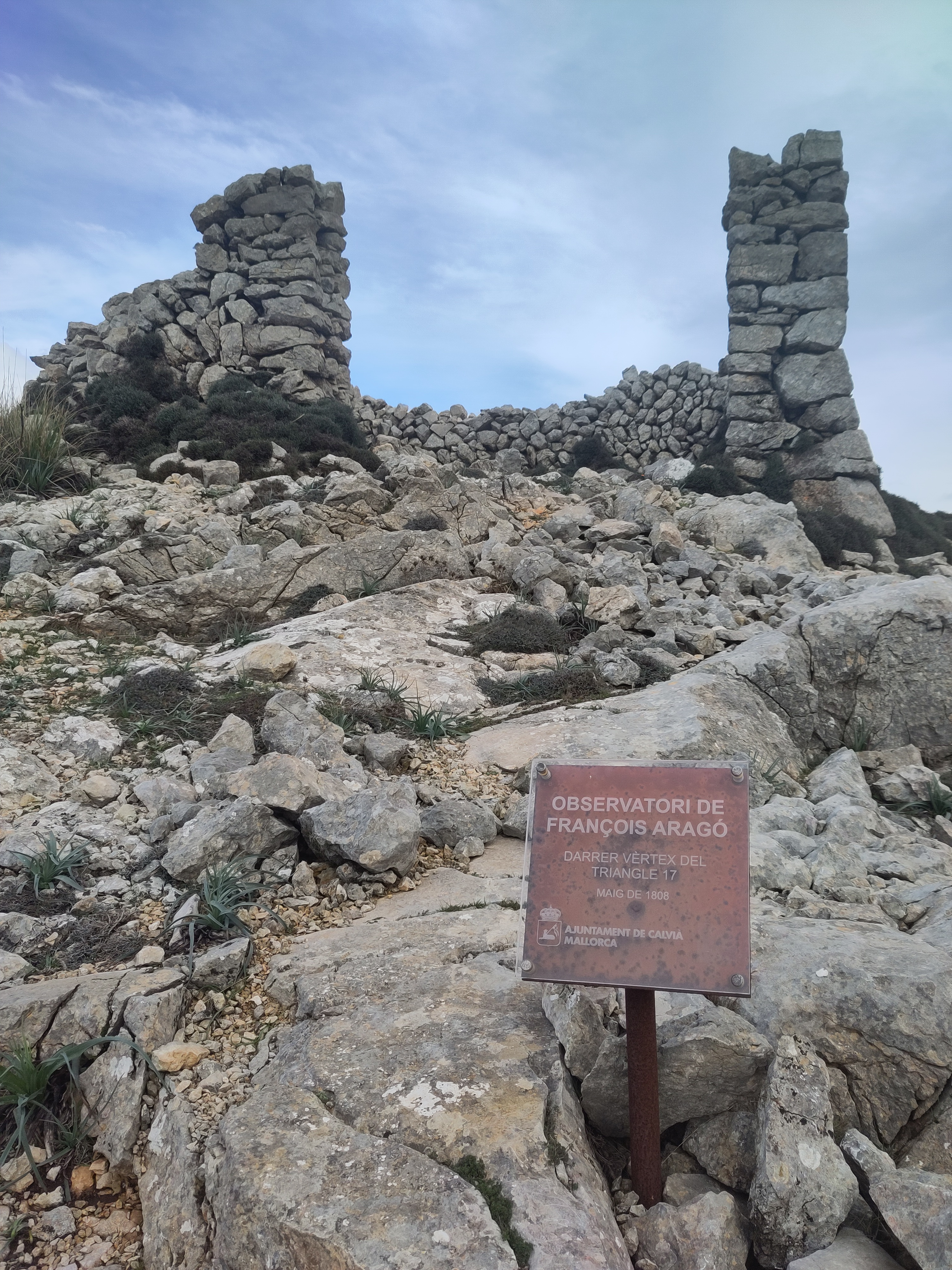
Ruine der Schutzhütte

Am südlichen Rand des Gipfelplateaus steht die Ruine der Caseta de n’Arago. Die Schutzhütte wurde 1808 von dem französischen Astronom François Arago errichtet, der dort Vermessungsarbeiten durchführte.

## Galerie

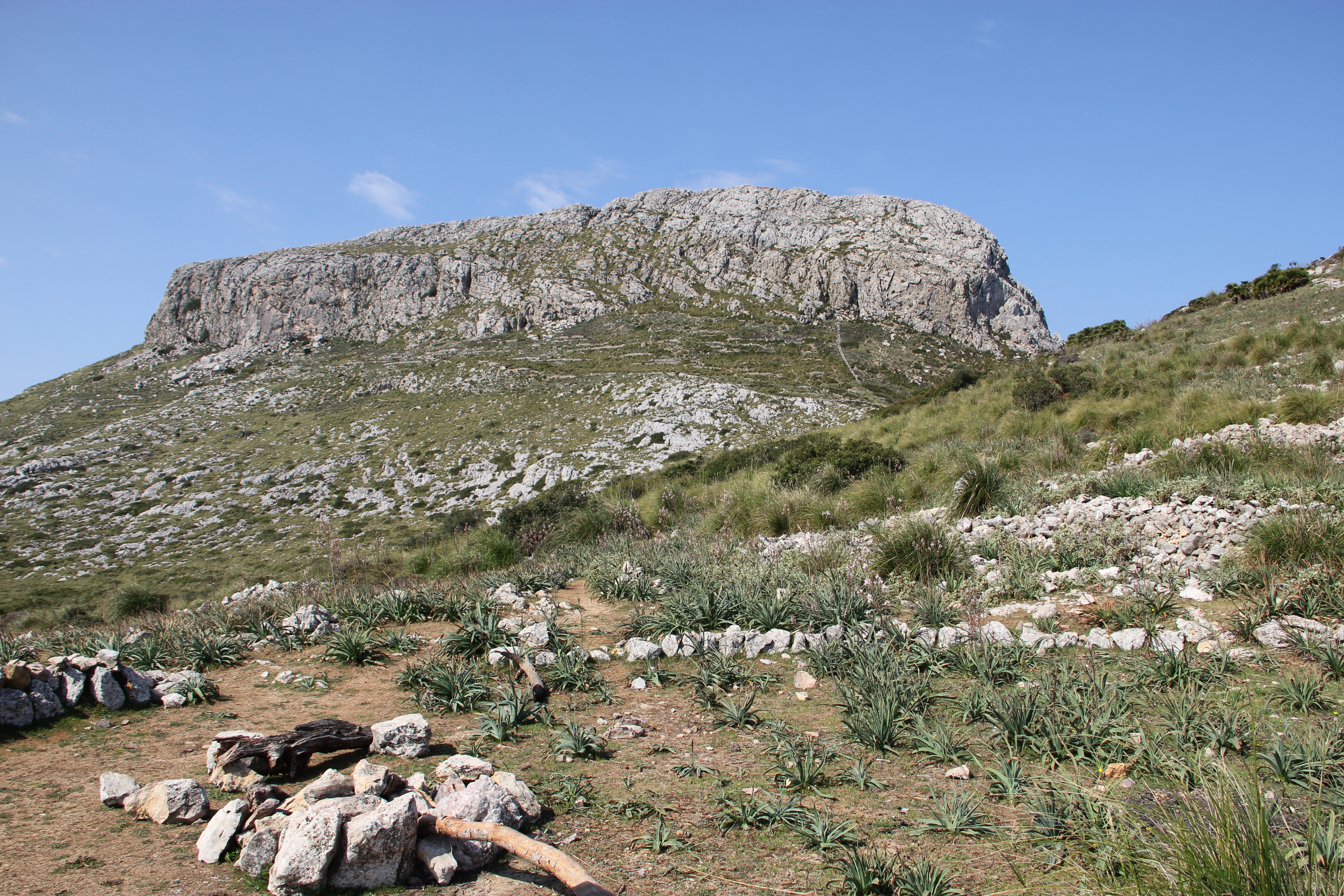
Mola de s’Esclop, Ansicht von Era d'en Coll
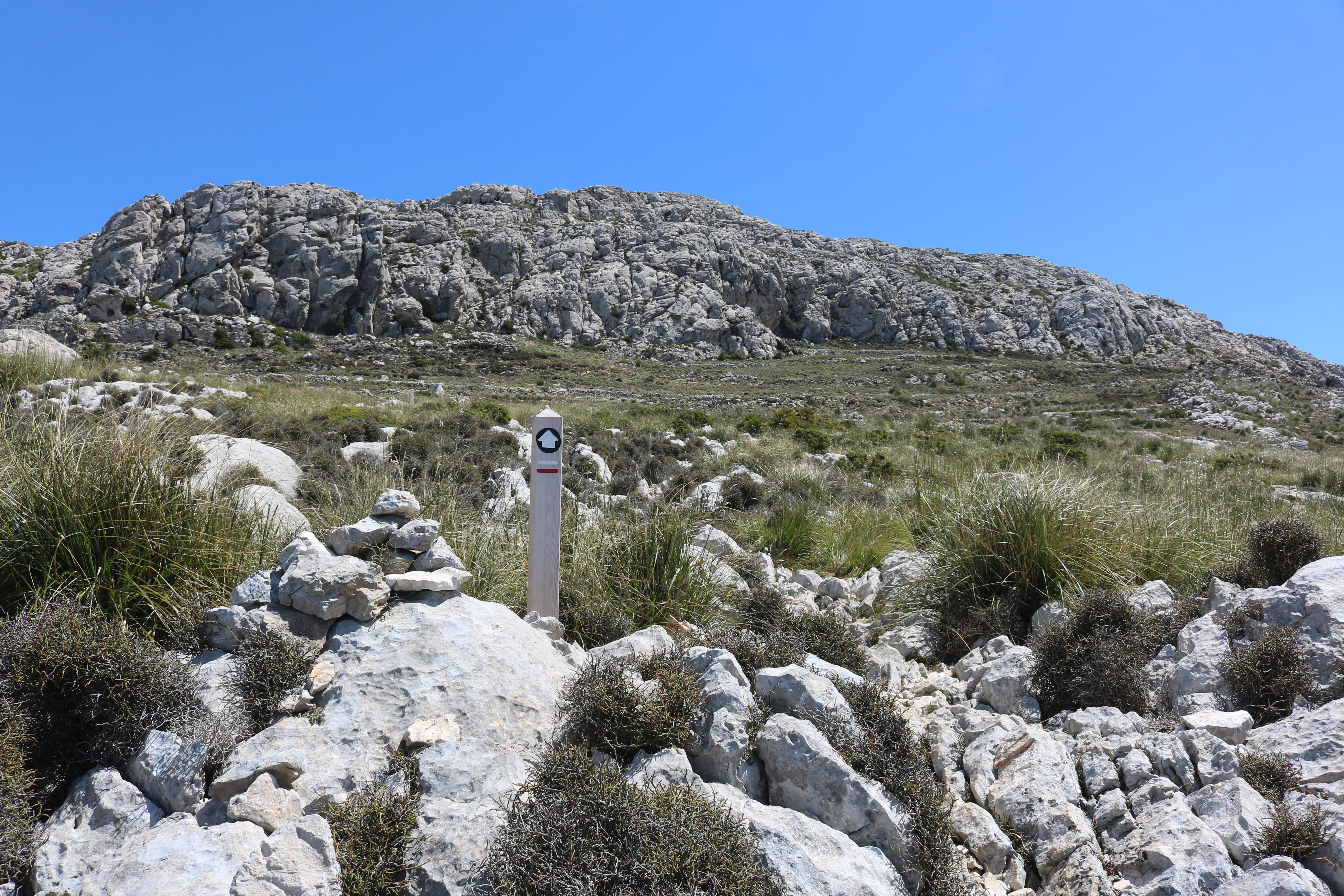
Westansicht
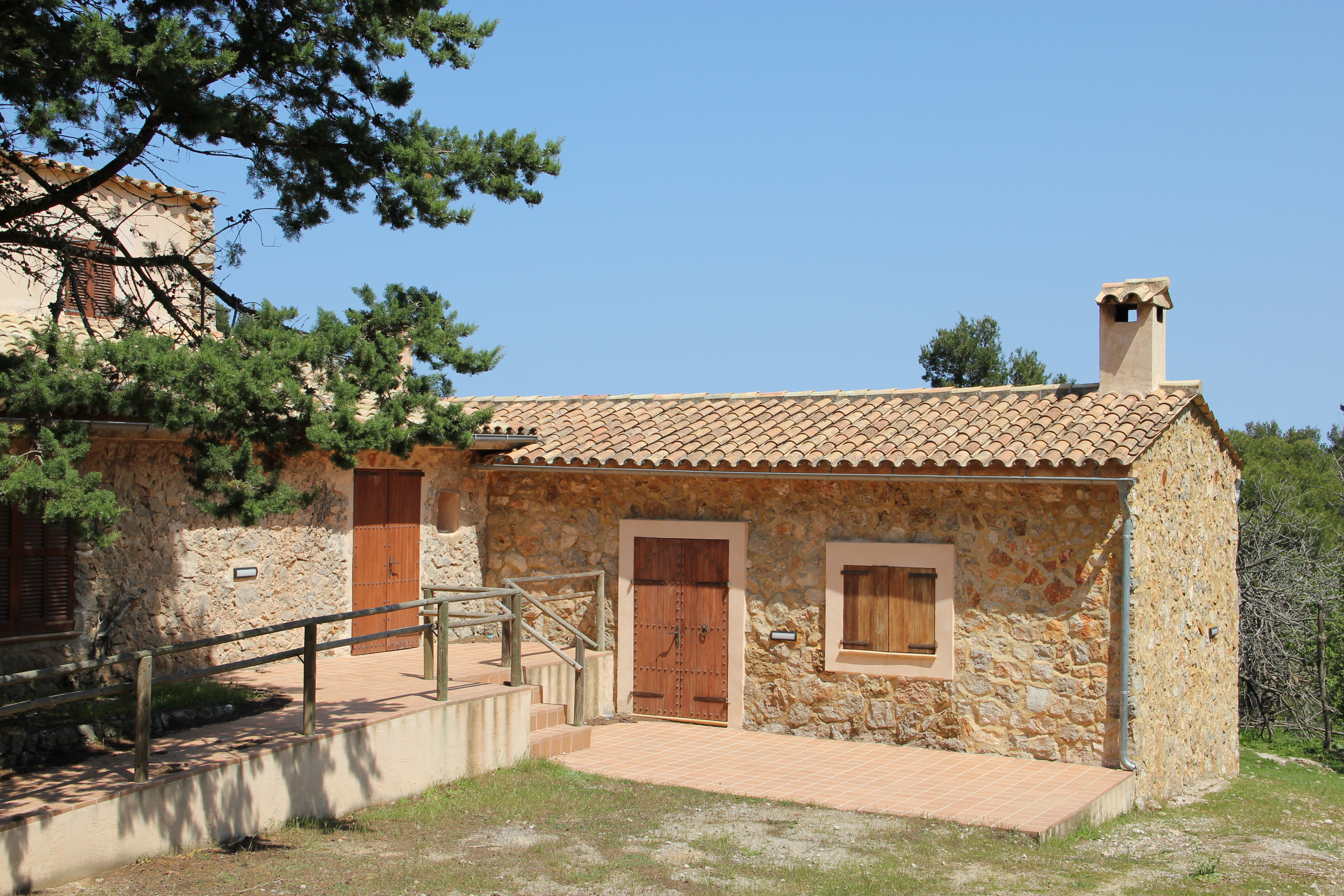
Refugi sa Coma d’en Vidal am Aufstieg von Norden
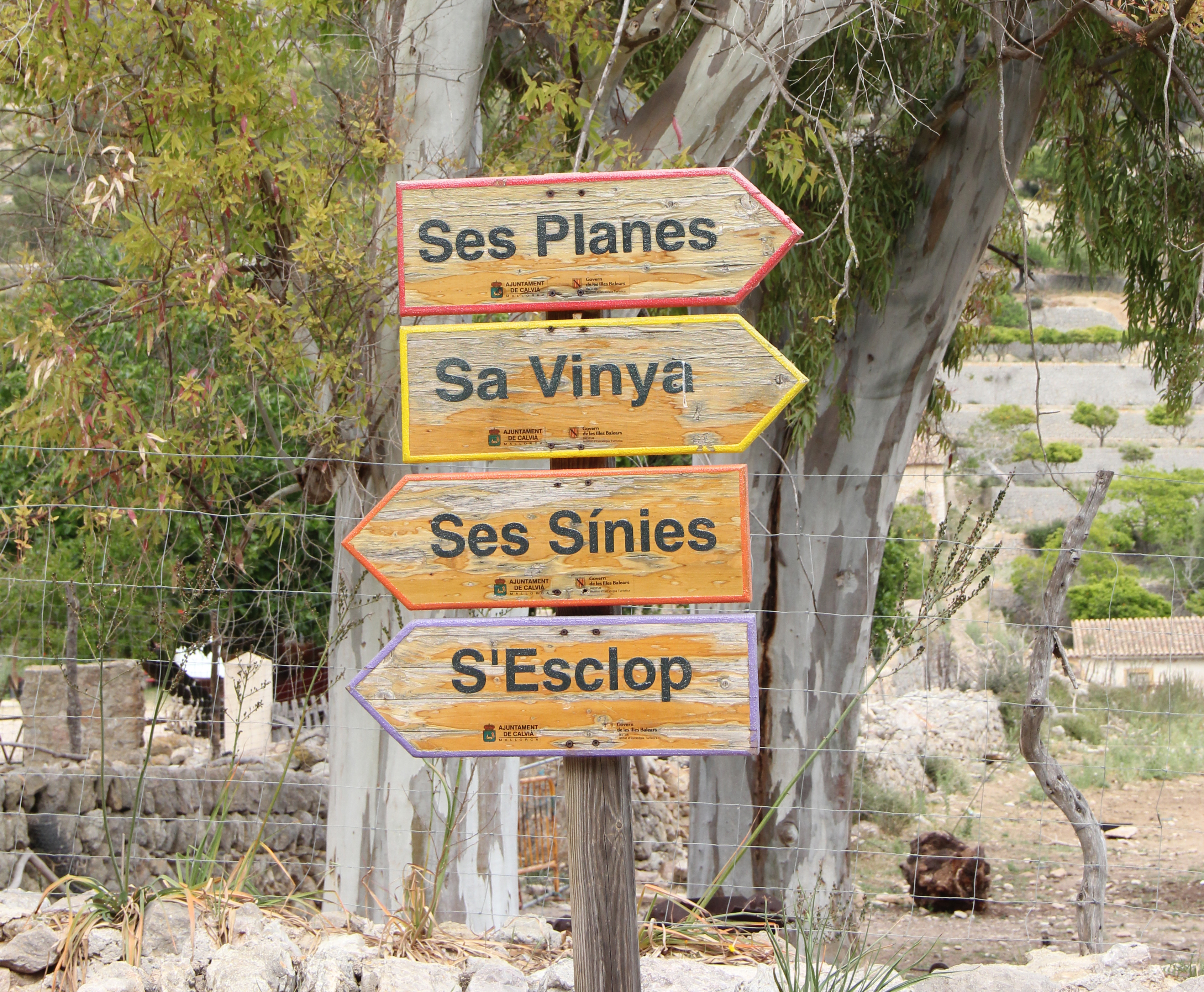
Wanderschild an der Finca de Galatzó